# محمد الجاسم
محمد الجاسم (1987 في الجوزة بمحافظة حماة، والمعروف أيضاً بالاسم الحركي أبو عمشة)، قائد الفرقة 25. وكان قد شغل في السابق منصب قائد فرقة السلطان سليمان شاه، وهي فصيل ضمن المجموعة المدعومة من تركيا والمعروفة باسم الجيش الوطني السوري.

## المسيرة العسكرية
قبل اندلاع الحرب الأهلية السورية، عمل سائقاً للجرارات والحصادات في الريف السوري. ومع اندلاع الصراع في عام 2011، انضم إلى جماعة معارضة مسلحة تعرف باسم "خط النار"، والتي اندمجت فيما بعد مع "كتيبة الشهداء". في 19 نوفمبر 2012، شارك في تأسيس "لواء خط النار" في شمال محافظة حماة.
انضم إلى جبهة ثوار سوريا في عام 2013. وبعد الاشتباكات التي اندلعت بينها وبين جبهة النصرة (والتي أدت إلى حل جبهة ثوار سوريا)، انتقل الجاسم إلى شمال محافظة حلب وانضم إلى جبهة الشام. وفي وقت لاحق، أصبح قائد وحدة في فرقة السلطان مراد خلال عملية غصن الزيتون في عفرين عام 2018، وبعد ذلك، أسس فرقة السلطان سليمان شاه، التي أصبحت جزءًا من الجيش الوطني السوري.
بعد سقوط نظام الأسد، بدأت الفصائل العسكرية المعارضة بالاندماج ضمن الجيش السوري تحت مظلة وزارة الدفاع في الإدارة الجديدة. تمت ترقيته لاحقًا إلى رتبة عميد وعُيّن قائدًا للفرقة 25، والتي أطلق عليها موقع عنب بلدي اسم لواء حماة.